# Silver Falcons
Die Silver Falcons (deutsch: „Silberfalken“) sind das Kunstflugteam der South African Air Force. Es ist auf der Air Force Base Langebaanweg bei Kapstadt stationiert. Die Silver Falcons fliegen die Pilatus PC-7 Mk II, das Grund-Trainingsflugzeug der SA Air Force, in einer Fünfer-Flugzeugformation. Der Hauptzweck der Silver Falcons ist es, „die südafrikanische Luftwaffe zu repräsentieren, das Fördern der Rekrutierung und Vermitteln von Nationalstolz durch öffentliche Zurschaustellung“.

## Geschichte
Ursprünglich wurden die Silver Falcons als die Bumbling Bees mit North American T-6 im Jahre 1953 gegründet. Danach flogen die Bumbling Bees die de Havilland DH.100 Vampire. Sie flogen eine Vierer-Formation und machte sich einen Namen durch die regelmäßige Teilnahme an südafrikanischen Flugshows. Das Team wurde in den späten 1950er Jahren aufgelöst.
Im Jahr 1966 wurde auf die Aermacchi MB-326 „Impala“ gewechselt und die Bumbling Bees wurden unter dem Kommando von Colonel Chris Prins wieder aktiviert. Das Team wurde auf der Air Force Base Langebaanweg stationiert. Es wurde nunmehr als Silver Falcons und auf Afrikaans als Die Silwer Valke bezeichnet und gab sein Debüt unter diesem Namen im November 1967 bei der Eröffnung der Atlas Aircraft Corporation of South Africa. Unter dem Kommando von Kommandant Dave Knoesen wurde das Team 1986 auf fünf Flugzeuge erweitert. Die Flugzeuge wurden in Orange, Weiß und Blau lackiert, um die damalige südafrikanische Flagge zu repräsentieren. Die Silver Falcons waren in Langebaanweg bis in die frühen 1990er Jahre stationiert, bis die ganze Impala-Ausbildung auf die Air Force Base Hoedspruit in der Lowveld-Region von Südafrika verlegt wurde. Sie bildete einen Teil der 85 Combat Flying School. Im Jahr 1994 wurden die Flugzeuge neu lackiert, in den Farben des Emblems der neuen South African Air Force, Blau, Hellblau und Weiß.

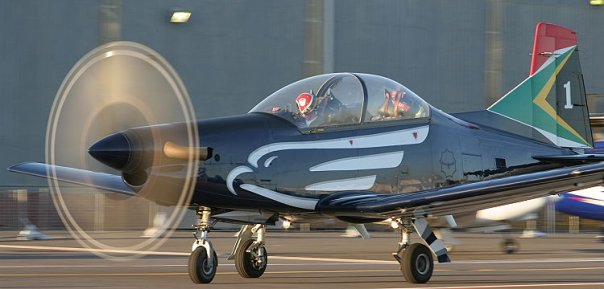
Farbgebung der Silver Falcons (2015)

Die Silver Falcons waren bis 1998 in Hoedspruit stationiert. Danach kehrten sie zur AFB Langebaanweg zurück und schulten auf die Pilatus PC-7 „Astra“ um. Gründe waren der Mangel an Fluglehrern für die 85 CFS und der Wunsch, die neuen Turboprop-Maschinen öffentlich zu zeigen. Während dieser Zeit wurde das Team auf eine vier Flugzeuge-Formation reduziert. Neun Jahre lang flog das Team in dem standardmäßigen roten und weißen Farbschema der PC-7-„Astra“-Flotte. Im Jahr 2008 wurden sechs der PC-7 „Astra“ in einem blauen und weißen Muster neu lackiert und das Team wieder zu einer Fünfergruppe erweitert. Die erste Vorführung in der neuen Bemalung wurde auf der Africa Aerospace and Defense Expo auf der Air Force Base Ysterplaat im September 2008 geflogen. Diese Flugzeuge der Silver Falcons sind mit einer Rauchanlage ausgerüstet.

## Team
Das Team besteht (Stand 2015) aus fünf Display-Piloten, drei Unterstützungsoffizieren und zwölf Mann Bodencrew. Falcon 1 ist das Rufzeichen des Leaders, Falcons 2–5 der restlichen Piloten. Alle Piloten des Teams dienen als Ausbilder an der Central Flying School.

## Unfälle und Zwischenfälle
- 16. April 1988 – Captain Kobus Griesel machte einen Schleudersitzausstieg aus einer Aermacchi MB-326 Impala, nachdem sein Motor während einer Vorführung in Franschhoek Feuer gefangen hatte.
- 2. Oktober 1993 – Während einer Airshow auf dem Lanseria Airport stürzte Falcon 5 während eines Low-Level-Solo-ab. Captain Charlie Rudnick machte einen Schleudersitzausstieg nach einem strukturellen Versagen des rechten Flügels seiner Impala Mk I vom Rumpf. Er wurde jedoch beim Aufschlag auf den Boden getötet.